# Avenue Victor-Hugo (Boulogne-Billancourt)
Pour les articles homonymes, voir Avenue Victor-Hugo.
L'avenue Victor-Hugo est une voie de communication située à Boulogne-Billancourt, dans le département des Hauts-de-Seine, en France.

## Situation et accès
Partant au nord du rond-point André-Malraux, dans l'axe de l'avenue Robert-Schuman, elle croise la route de la Reine et la rue Gallieni avant de se terminer place Marcel-Sembat.
Sa desserte est assurée par la station de métro Marcel-Sembat, sur la ligne 9 du métro de Paris.

## Origine du nom

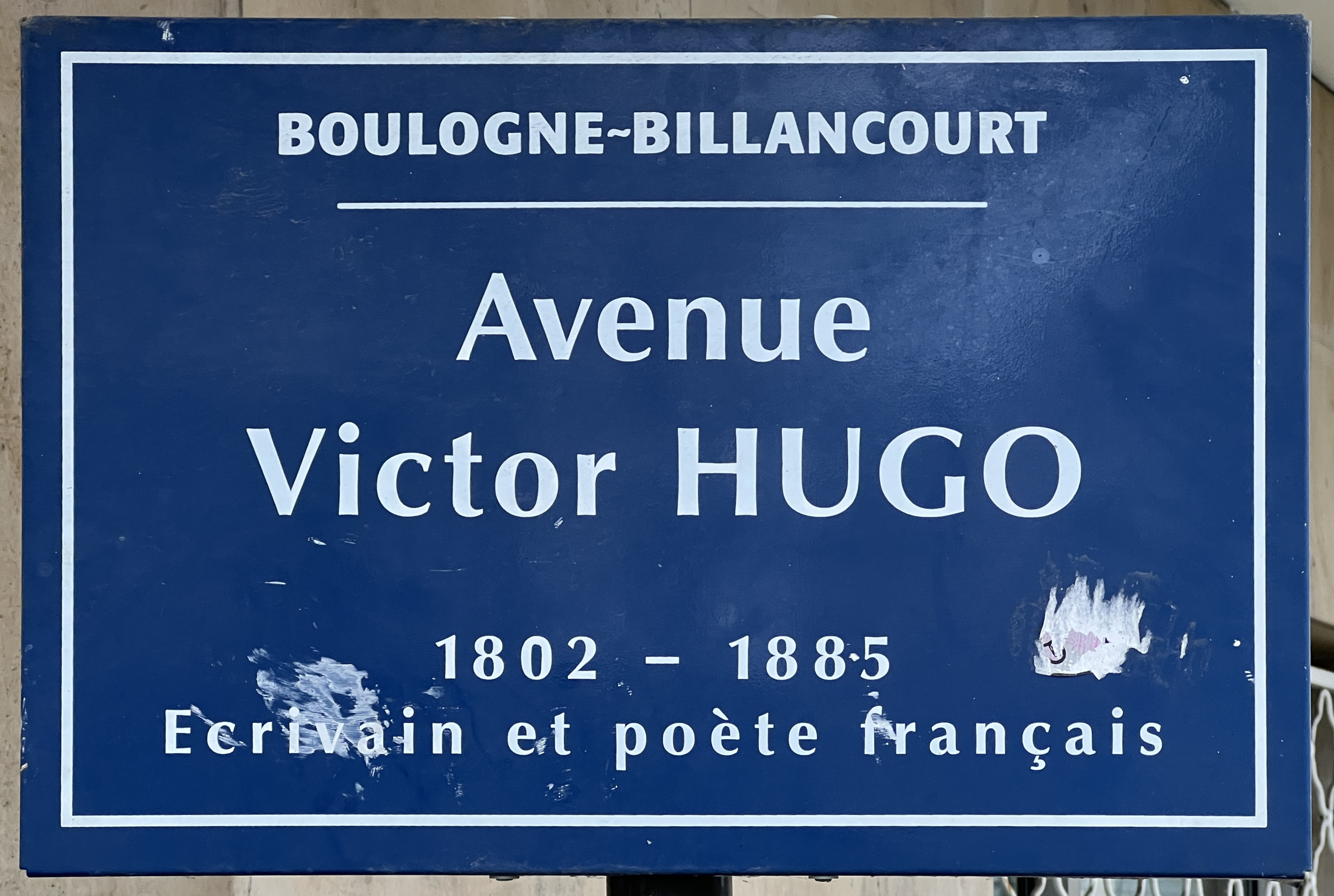
Plaque Avenue Victor Hugo - Boulogne-Billancourt.

Elle porte le nom du poète, dramaturge, écrivain et homme politique français Victor Hugo (1802-1885).

## Historique

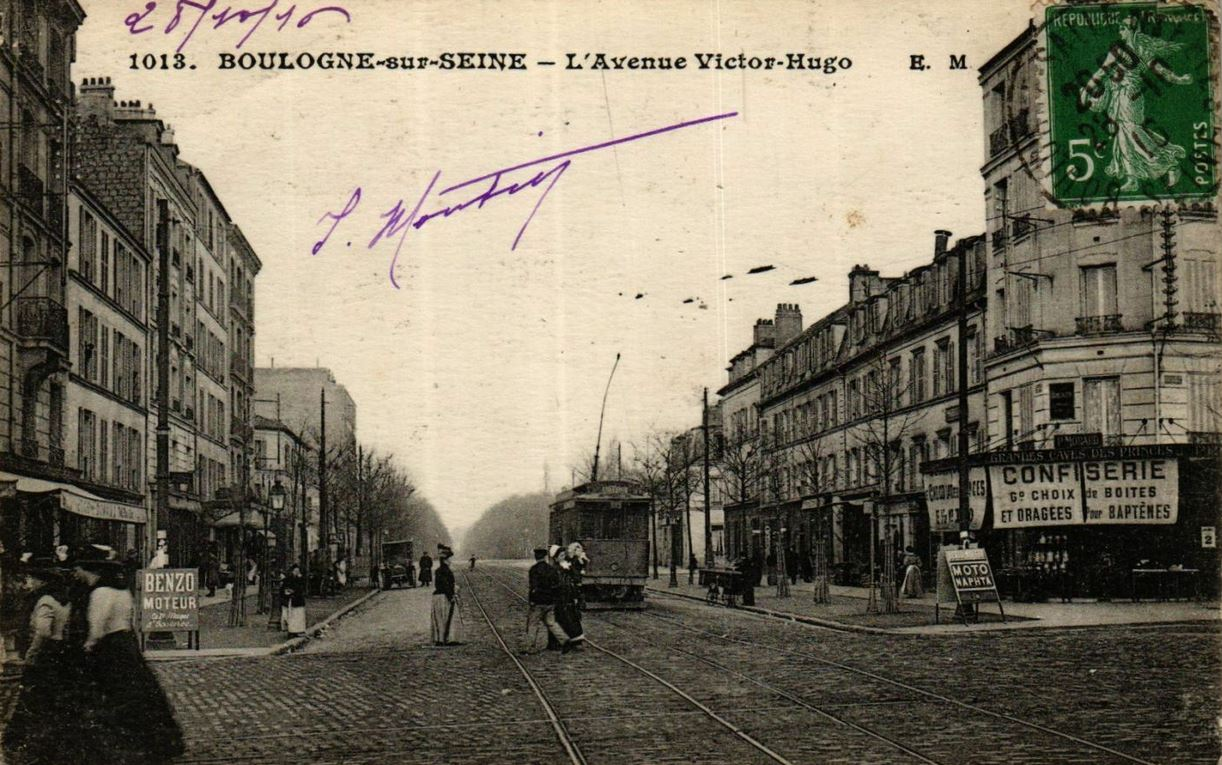
Boulogne-sur-Seine, avenue Victor-Hugo, vers 1910.

Elle était autrefois appelée route des Princes, terme en usage dès le XVIIIe siècle.